# 今宮通

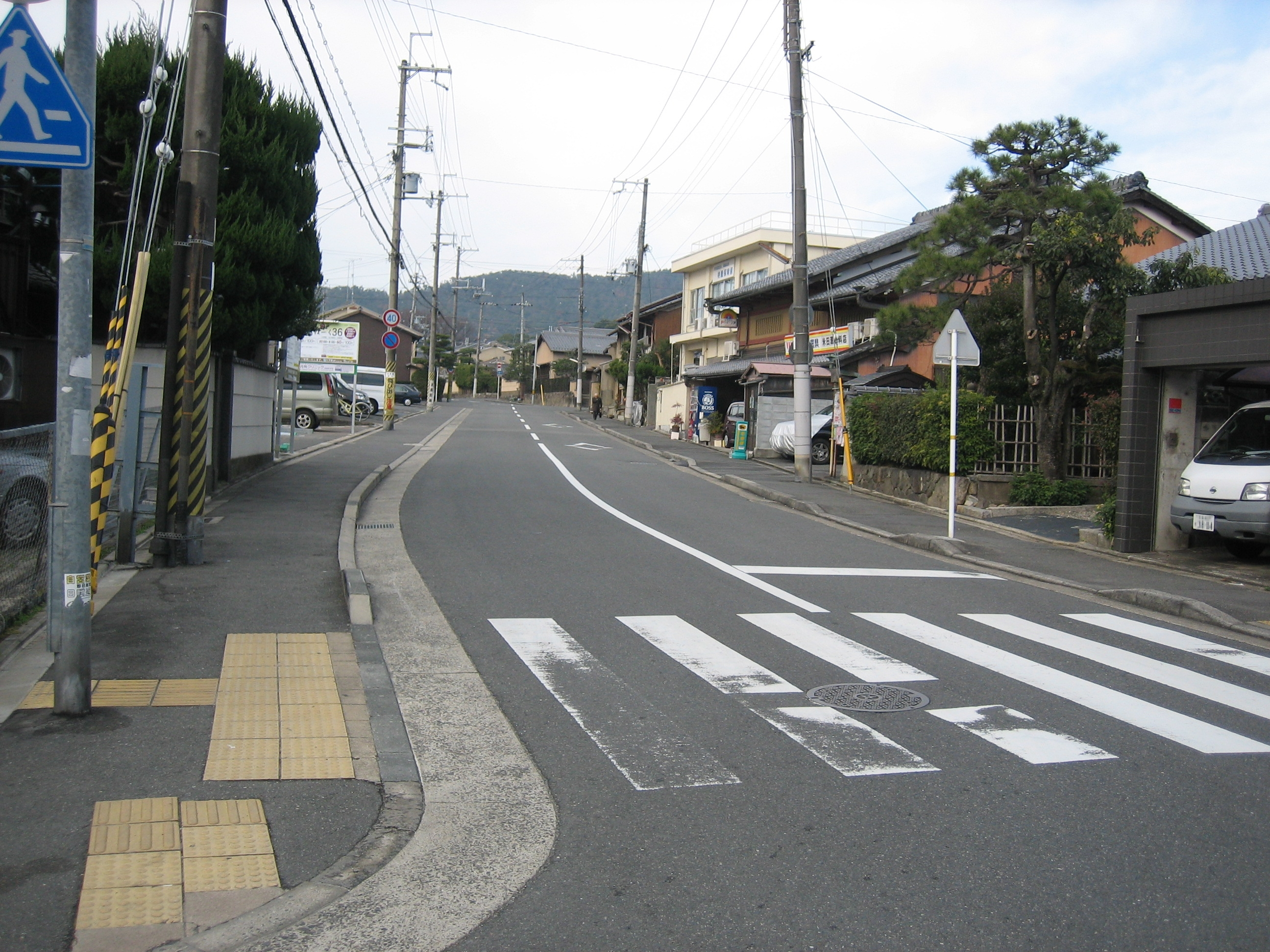
今宮通　紫竹西南町から撮影

今宮通（いまみやどおり）は、京都市北区を通る東西の通りの一つである。

## 概要
東は加茂街道を、西は千本通をそれぞれ起終点とする。全線を通じて2車線である。道幅が六間幅（約10.9m）で作られたことから、地元では六間通（ろっけんどおり）とも呼ばれ親しまれている。今宮神社以西ではバス路線が設定されている。加茂街道、烏丸通との三叉路、および大宮通、船岡東通（今宮神社東門前）との交差点付近を中心に交通量が多い。
住宅地内を横断する主要な生活道路として機能している。大徳寺周辺を除いて京町家は存在せず、近現代的な住宅や商店が多く立ち並んでいる。ちなみに新町通－大宮通においては北に今宮北通、今宮北中通が、南には今宮南通と呼ばれる小路が並行する（北山通、紫竹通と酷似している）。

## 名前の由来
今宮神社に由来している。元は、今宮神社東門－大徳寺北東端のわずかな区間であった。昭和初期に延伸され、今日に至る。

## 沿線の主な施設
- 北大路バスターミナル　地下鉄烏丸線北大路駅やキタオオジタウン（複合商業施設）が併設されている
- 新大宮商店街
- 待鳳保育園
- 大徳寺
- 今宮神社 (京都市)
- あぶり餅　今宮神社東門参道にある2軒の「あぶり餅屋」が有名
- 京都市立紫野高等学校
- 今宮幼稚園
- 京都府立盲学校
- 佛教大学

## 交差する道路など
- 加茂街道
- 烏丸通
- 室町通
- 衣棚通
- 新町通
- 油小路通
- 堀川通 （京都府道38号京都広河原美山線）
- 猪熊通
- 大宮通
- 大徳寺通
- 船岡東通
- 今宮門前通
- 千本通 （京都府道31号西陣杉坂線）